# Калистратов, Валерий Юрьевич
Вале́рий Ю́рьевич Калистра́тов (7 июня 1942, Белорецк, Башкирская АССР — 3 января 2020) — советский и российский хоровой дирижёр и композитор. Народный артист Российской Федерации (2007); профессор кафедры хорового дирижирования Московской государственной консерватории имени П. И. Чайковского.

## Биография
Окончил Московскую консерваторию в 1970 году по классу хорового дирижирования Б. Г. Тевлина, в 1974 году — по классу композиции А. С. Лемана. Был художественным руководителем Государственного академического русского народного хора имени М. Е. Пятницкого. В 1959—1966 преподаватель музыкальной школы, концертмейстер. С 1966 года — художник-руководитель академического хора Народной певческой школы при Центральном Доме работников искусств.
Умер 3 января 2020 года в возрасте 77 лет.

## Сочинения
- для солистов, хора и симфонического оркестра — оратория «Ярославна» (сл. советских поэтов, 1978); кантата «Здравствуй, солнце!» (сл. В. Татаринова, 1975); кантата «Слава труду!» (сл. В. Татаринова, 1976)
- для хора и симфонического оркестра — оратория «Ленин» (сл. С. Есенина, 1974)
- для альта и симфонического оркестра — «Концерт» (1974)
- для камерного хора и инструментального ансамбля — кантата «Лебедушка» (сл. С. Есенина, 1974)
- для деревянных, духовых инструментов — «Квартет» (1974)
- для солистов и хора — оратория «Золотые ворота» (на текст древнерусских летописей, 1977)
- для солиста и хора — оратория «Степан Разин» (сл. A. Пушкина, 1978)
- для хора — «Русский концерт» (сл. народные, 1976), хоры на сл. С. Есенина (в том числе «Ау!», «Черемуха», «Дума матери»), В. Маяковского, Л. Озерова. B. Татаринова и др.
- песни, в том числе «Ода Конституции» (сл. В. Татаринова), «Теркинские внуки» (сл. В. Коваленко), «Песня о далекой молодости» (сл. С. Щипачёва)
- обработка русских народных песен для хора (около 50), в том числе «Таня-Танюша», «Шел-прошел месяц», «Блоха», «У во ключика», «Трава-травушка».
- для голоса и фортепиано — цикл на сл. Марины Цветаевой, романсы на сл. Э. По, Д. Бедного, Л. Озерова, вокализы.

## Награды и звания
- Народный артист Российской Федерации (2007)[2]
- Заслуженный деятель искусств РСФСР (1987)
- Премия Правительства Российской Федерации в области культуры (2015)